# إس. أي. ستيبانيك
إس. أي. ستيبانيك (بالإنجليزية: S. A. Stepanek)‏ (1 يوليو 1960 - 6 أكتوبر 2019)؛ كاتِبة وشاعرة أمريكية. درست في جامعة هيوستن.